# Крайнюков, Всеволод Григорьевич
Всеволод Григорьевич Крайнюков (1915, Симферополь — декабрь 1941) — советский легкоатлет, выступавший в беге на средние дистанции.

## Биография
Всеволод Крайнюков родился в 1915 году в Симферополе.
Выступал в легкоатлетических соревнованиях за московский «Спартак». Дважды выигрывал золотые медали чемпионата СССР. В 1936 году победил в беге на 800 метров, показав результат, показав результат 2 минуты 0,3 секунды. В 1937 году в составе сборной Москвы, за которую также выступали Елиазар Гвоздовер, Иван Соколов и Георгий Знаменский, выиграл эстафету 4х1500 метров с рекордом СССР — 16 минут 50,6 секунды.
Участвовал в Великой Отечественной войне в звании рядового.
Пропал без вести в декабре 1941 года.